# ندر اکس
ندر اکس (به انگلیسی: Nether Exe) یک محله مدنی و روستا در بریتانیا است که در East Devon واقع شده‌است. ندر اکس ۴۷ نفر جمعیت دارد.